# Składanka (album zespołu Classic)
Składanka – trzecia płyta zespołu Classic wydana w grudniu 1997 roku, nakładem firmy fonograficznej Green Star. Album zawiera utwory z dwóch wcześniejszych wydawnictw zespołu, przy czym niektóre z nich nagrane zostały w nowych aranżacjach. Na kompilacji znalazły się także dwie nowe piosenki – "Zabrałaś mi lato", oraz dedykowana powodzianom piosenka pt. "Pomóżmy im" przygotowana w duecie z zespołem Boys. Do tych dwóch utworów zostały nakręcone teledyski.

## Ówczesny skład zespołu
- Robert Klatt – instrumenty klawiszowe, vocal
- Mariusz Winnicki – vocal

## Lista utworów
1. Zabrałaś mi lato (muz. A. Markiewicz, sł. W. Chotomska) 3,29
2. Biodro przy bioderku (muz. i sł. tw. ludowi) 3,06
3. Moja dziewczyna – Dance Mix (muz. i sł. tw. ludowi) 3,42
4. Posłuchaj serca (muz. i sł. J. Konicki) 3,32
5. Kiedy dzień za nocą goni (muz. i sł. tw. ludowi) 3,38
6. Jolka Jolka – remix (muz. i sł. M. Winnicki) 3,45
7. Warto żyć – Classic Mix (muz. i sł. R. Klatt) 3,45
8. Cały mój świat (muz. R. Klatt, M. Winnicki, sł. R. Klatt) 4,28
9. Piękną miałaś twarz – remix (muz. R. Dąbrowski, sł. R. Klatt) 3,29
10. Jesteś wielkim spełnieniem (muz. M. Winnicki, sł. R. Klatt) 3,59
11. Do widzenia (muz. R. Klatt, sł. W. Broniewski) 3,07
12. Za rzeką (muz. i sł. tw. ludowi) 3,32
13. Oczy czarne (muz. i sł. tw. ludowi) 3,58
14. Hej czy ty wiesz (muz. i sł. M. Winnicki) 3,54
15. Warto żyć – instrumental version (muz. i sł. R. Klatt) 3,45
16. Boys & Classic – Pomóżmy im (muz. R. Klatt, sł. Leon H.) 4,35

## Informacje dodatkowe
- Utwory – 2, 5, 8, 9, 11, 12 pochodzą z płyty "Jolka Jolka"
- Utwory – 3, 4, 10, 13, 14 pochodzą z płyty "Warto żyć"
- Utwory – 1, 6, 7, 9, 15, 16 zostały zrealizowane od czerwca do września 1997 roku w studio PLAY & MIX w Warszawie
- Realizacja nagrań: Robert Klatt
- Mastering: Witold Waliński i Dariusz Trzewik
- Projekt okładki: Krzysztof Walczak